# Касьяненко Галина Сергіївна
Галина Сергіївна Касья́ненко (нар. 25 жовтня 1929, Кінешма — пом. 20 лютого 1994, Черкаси) — українська художниця; член Спілки художників СРСР з 1965 року. Дружина художника Леоніда Касьяненка.

## Біографія
Народилася 25 жовтня 1929 року в місті Кінешмі (нині Івановська область, Росія). Упродовж 1946—1951 років навчалася у Івановському хіміко-технологічному технікумі у Г. Г. Саталова, Г. Н. Щапова. Дипломна робота — малюнок для шовкової тканини «Кайма» (керівник В. І. Гурковська).
Протягом 1951—1971 років працювала художником Єреванського шовкового комбінату; у 1972—1985 роках — художником Черкаського шовкового комбінату. Померла в Черкасах 20 лютого 1994 року.

## Творчість
Створювала рисунки для тканин (переважно квітковий та геометричний орнаменти), гобелени, натюрморти. Серед робіт:
шовкові хустини
- «Багатство Вірменії» (1968, крепдешин, ручний розпис);
- «Ювілейна» (1973, ацетатна тканина, фотофільмодрук);
- «Святкова» (1974, ацетатна тканина, фотофільмодрук);

рисунки для тканин
- «Орнаментальні» (1950-ті, 1971);
- «Медальйончики» (1965);
- «Троянди» (1968, 1969);
- «Графічна» (1974);
- «Геометрична» (1974);
- «Єгипетські мотиви» (1975);
- «Казка» (1975);
- «Рух» (1975);
- «Весна» (1975);
- «Російські сувеніри» (1975);
- «Ніжність» (1975);
- «Цвітіння» (1976);
- «Смужечка» (1976);
- «Промениста», (1978);
- «Тюльпани» (1978);
- «Народна» (1978);
- «Олімпійська» (1978);
- «Ритм» (1979);
- «Кайма» (1979);

гобелени (у співавторстві з Леонідом Касьяненком)
- «Журавлі» (1973, вовна, ручне ткацтво, змішана техніка);
- «Хвиля» (1974, вовна, ручне ткацтво, змішана техніка);
- «Чисте небо» (1974);
- «Мир» (1975, вовна, ручне ткацтво, змішана техніка);
- «Дари Дніпра» (1975, вовна, ручне ткацтво, змішана техніка);
- «Повінь» (1976);
- «Дружба» (1979);
- «Лісова фантазія» (1980);
- «Каштани» (1981);
- «Яблуневий сад» (1982 вовна, ручне ткацтво, змішана техніка);

живописні натюрморти
- «Гранат» (1976, олія);
- «Бузок» (1976, олія);
- «Жоржини» (1976, темпера);

графіка
- «Куточок старої Риги» (1976, пейзаж, монотипія);
- «Сині квіти» (1977);
- «Осінні квіти» (1977, монотипія).

Брала участь у регіональних і всесоюзних виставках з 1952 року (Єреван). Її роботи експонувалися на Всесвітній виставці у Брюсселі у 1958 році, виставках у Лейпцигу у 1960 році, Ізмірі у 1961 році, Дамаску у 1967 році. 1978 року нагороджена бронзовою медаллю ВДНГ СРСР.
Окремі роботи художниці зберігаються у Канівському музеї народного декоративного мистецтва.